# Eric Novello
Eric Novello (Rio de Janeiro, 1978) é um escritor, tradutor, editor, copidesque e roteirista brasileiro. Carioca, mora desde 2007 em São Paulo. Escreve livros de literatura fantástica e realista.

## Biografia
Eric Novello nasceu no Rio de Janeiro em 1978, e graduou-se em Farmácia pela Universidade Federal do Rio de Janeiro (UFRJ). Atuou em farmácias e indústrias, e posteriormente com traduções na área técnica. Especializou-se em tradução literária, sendo responsável pela tradução da história em quadrinho The Walking Dead e das releituras em quadrinhos dos desenhos de Hanna-Barbera. Formou-se em roteiro, no Instituto Brasileiro de Audiovisual. De 2006 a 2012, foi colunista do Jornal de Arte Aguarrás, publicando textos sobre cinema e literatura. Entre 2009 e 2011, integrou a equipe do podcast Papo na Estante. Além disso, trabalhou como compositor com a cantora Cássia Novello, sua irmã, no projeto Noturna.
Mora em São Paulo desde 2007.

## Carreira literária
Eric Novello foi um leitor ávido durante sua adolescência, mas com predileção para os gêneros de fantasia e terror. Após um tempo, percebeu que algumas histórias que ele gostaria de ler teriam que ser escritas por ele, pois não as encontraria em qualquer outra obra. Depois de escrever contos e poesias para si e seus amigos, resolveu escrever um romance.
Assim, em 2004, iniciou sua carreira de escritor, quando lançou o livro Dante, o guardião, pela editora Novo Século, um romance histórico que une a Roma Antiga de Júlio César com deuses egípcios. Segundo o autor, o livro foi fruto de muita pesquisa, suor e dedicação e teve uma receptividade positiva pelos leitores.
Em 2005, publicou o livro Histórias da noite carioca, romance de humor que usa como inspiração bares e boites do Rio de Janeiro. O livro conta a história de Lucas, um escritor que transforma amigos e desconhecidos em personagens de suas histórias sem pedir permissão. Porém, após ficar famoso, as pessoas ao seu redor param de agir naturalmente, pois esperam que possam se tornar personagens de suas próximas criações. O escritor entra em crise e para furar o bloquieo de criativdade, ele resolve contar a sua própria história.
Em 2010, publicou o livro Neon azul pela editora Draco, que traz dez contos envolvendo o misterioso bar Neon Azul, frequentado por todo tipo de pessoa que circula nas noites das cidades grandes. Em 2012, Novello lançou o livro A sombra no sol, pela mesma editora, reunindo textos publicados online entre 2008 e 2012.

### Fantastik
Criou em 2008 o índice de literatura fantástica nacional Fantastik. O site reúne trechos de livros, índice de autores, romances, coletâneas e entrevistas multimídia, entre outras coisas. A literatura fantástica envolve ficção-científica, fantasia, horror e suas variantes.

## Lista de obras

### Romances
| Ano  | Título                                 | Editora     | ISBN               |
| ---- | -------------------------------------- | ----------- | ------------------ |
| 2004 | Dante, o guardião                      | Novo Século | ISBN 9788588916821 |
| 2005 | Histórias da noite carioca             | Lamparina   | ISBN 9788598271217 |
| 2010 | Neon azul                              | Draco       | ISBN 9788562942082 |
| 2012 | A sombra no sol                        | Draco       | ISBN 9788562942549 |
| 2014 | Exorcismos, amores & uma dose de blues | Gutenberg   | ISBN 9788582351758 |
| 2017 | Ninguém nasce herói                    | Seguinte    | ISBN 9788555340420 |

### Contos
| Ano  | Título do conto       | Título da publicação                           | Editora     | ISBN da publicação |
| ---- | --------------------- | ---------------------------------------------- | ----------- | ------------------ |
| 2008 | De fumaça e sombras   | Necrópole 3: Histórias de Bruxaria             | Alaúde      | ISBN 9788598497938 |
| 2009 | O cheiro do suor      | Imaginários - vol. 1                           | Draco       | ISBN 9788562942006 |
| 2009 | Fogo de artifício     | Paradigmas 1                                   | Tarja       | ISBN 9788561541095 |
| 2010 | O dia da besta        | VaporPunk                                      | Draco       | ISBN 9788562942129 |
| 2011 | Sonhos e refúgios     | A fantástica literatura queer - volume laranja | Tarja       | ISBN 9788561541316 |
| 2011 | Esqueletos no armário | 24 letras por segundo                          | Não Editora | ISBN 9788561249205 |
| 2011 | O pastor              | Extraneus 3 – Em nome de Deus                  | Estronho    |                    |
| 2011 | Cuspindo aranhas      | Fragmentos do inferno                          | Estronho    |                    |
| 2017 | Fogo de artifício     | Magos                                          | Draco       | ISBN 9788582432303 |

### Coletâneas
| Ano  | Título                | Organizadores                                     | Editora | ISBN               |
| ---- | --------------------- | ------------------------------------------------- | ------- | ------------------ |
| 2009 | Imaginários - vol. 1  | Tibor Moricz, Saint‑Clair Stockler e Eric Novello | Draco   | ISBN 9788562942006 |
| 2009 | Imaginários - vol. 2  | Tibor Moricz, Saint‑Clair Stockler e Eric Novello | Draco   | ISBN 9788562942013 |
| 2010 | Meu amor é um vampiro | Eric Novello e Janaina Chervezan                  | Draco   | ISBN 9788562942099 |
| 2011 | Meu amor é um anjo    | Eric Novello e Janaina Chervezan                  | Draco   | ISBN 9788562942228 |
| 2012 | Meu amor é um mito    | Eric Novello e Janaina Chervezan                  | Draco   | ISBN 9788562942266 |
| 2012 | Fantasias urbanas     | Eric Novello                                      | Draco   | ISBN 9788562942440 |
| 2014 | Depois do fim         | Eric Novello                                      | Draco   | ISBN 9788582430354 |

### Traduções
| Ano  | Título                                  | Autor              | Editora   | ISBN               |
| ---- | --------------------------------------- | ------------------ | --------- | ------------------ |
| 2012 | Dark eden: o medo é a cura              | Patrick Carman     | Gutenberg | ISBN 9788582350058 |
| 2014 | Amnésia                                 | Jennifer Rush      | Gutenberg | ISBN 9788582351130 |
| 2014 | A extraordinária garota chamada Estrela | Jerry Spinelli     | Gutenberg | ISBN 9788582351444 |
| 2015 | Com amor, a garota chamada Estrela      | Jerry Spinelli     | Gutenberg | ISBN 9788582352502 |
| 2016 | Six of crows: sangue e mentiras         | Leigh Bardugo      | Gutenberg | ISBN 9788582353820 |
| 2016 | A rebelde do deserto                    | Alwyn Hamilton     | Seguinte  | ISBN 9788565765992 |
| 2017 | Crooked ingdom: vingança e redenção     | Leigh Bardugo      | Gutenberg | ISBN 9788582354568 |
| 2017 | A história do futuro de Glory O’Brien   | A. S. King         | Gutenberg | ISBN 9788582354346 |
| 2017 | A traidora do trono                     | Alwyn Hamilton     | Seguinte  | ISBN 9788555340291 |
| 2018 | Bem atrás de você                       | Lisa Gardner       | Gutenberg | ISBN 9788582354964 |
| 2018 | A heroína da alvorada                   | Alwyn Hamilton     | Seguinte  | ISBN 9788555340680 |
| 2018 | A caçadora de dragões                   | Kristen Ciccarelli | Seguinte  | ISBN 9788555340529 |
| 2019 | A garota desaparecida                   | Lisa Gardner       | Gutenberg | ISBN 9788582355756 |
| 2019 | A rainha aprisionada                    | Kristen Ciccarelli | Seguinte  | ISBN 9788555340840 |
| 2020 | A tecelã do céu                         | Kristen Ciccarelli | Seguinte  | ISBN 9788555340994 |